# Benjamin Thompson

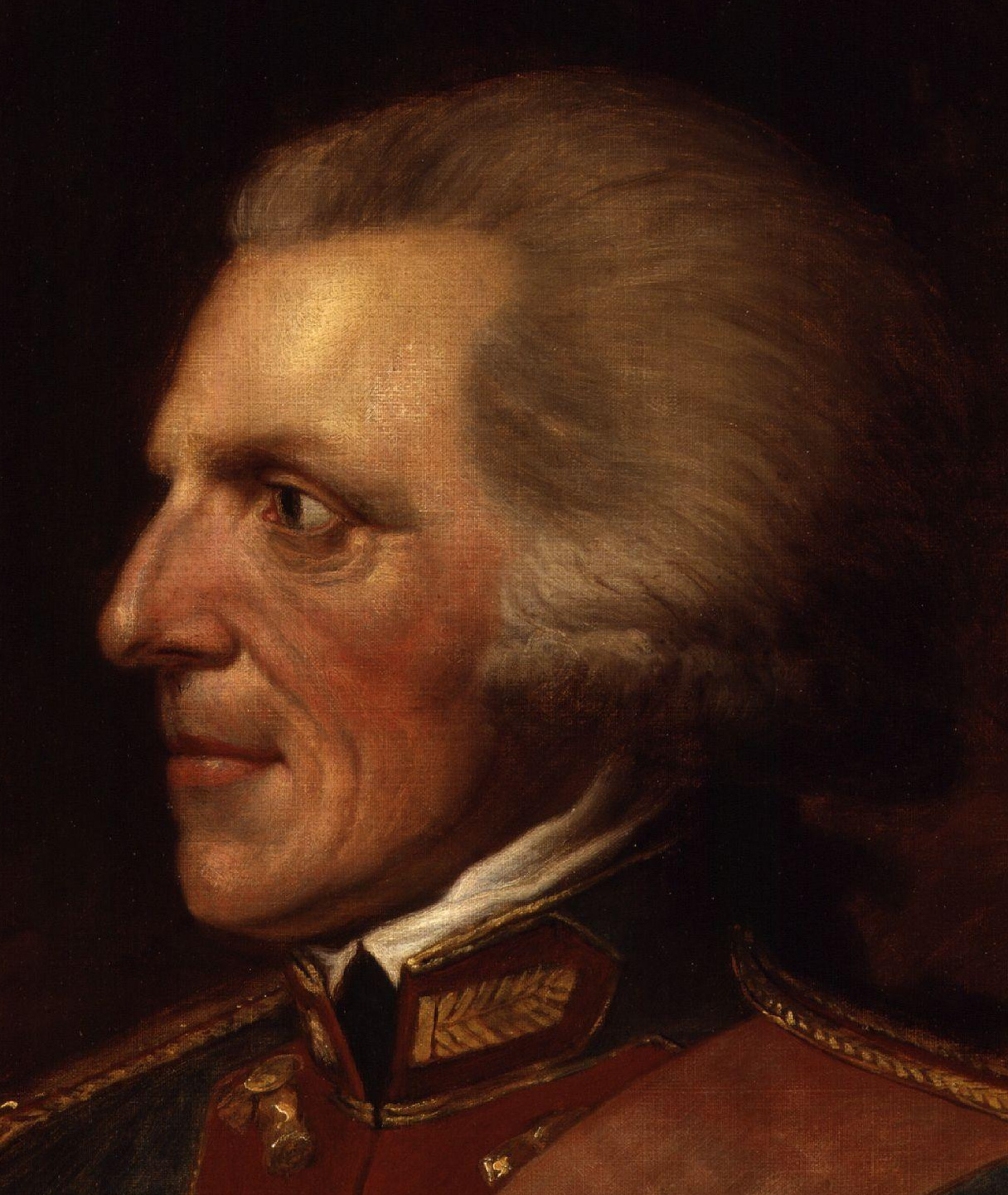
Benjamin Thompson

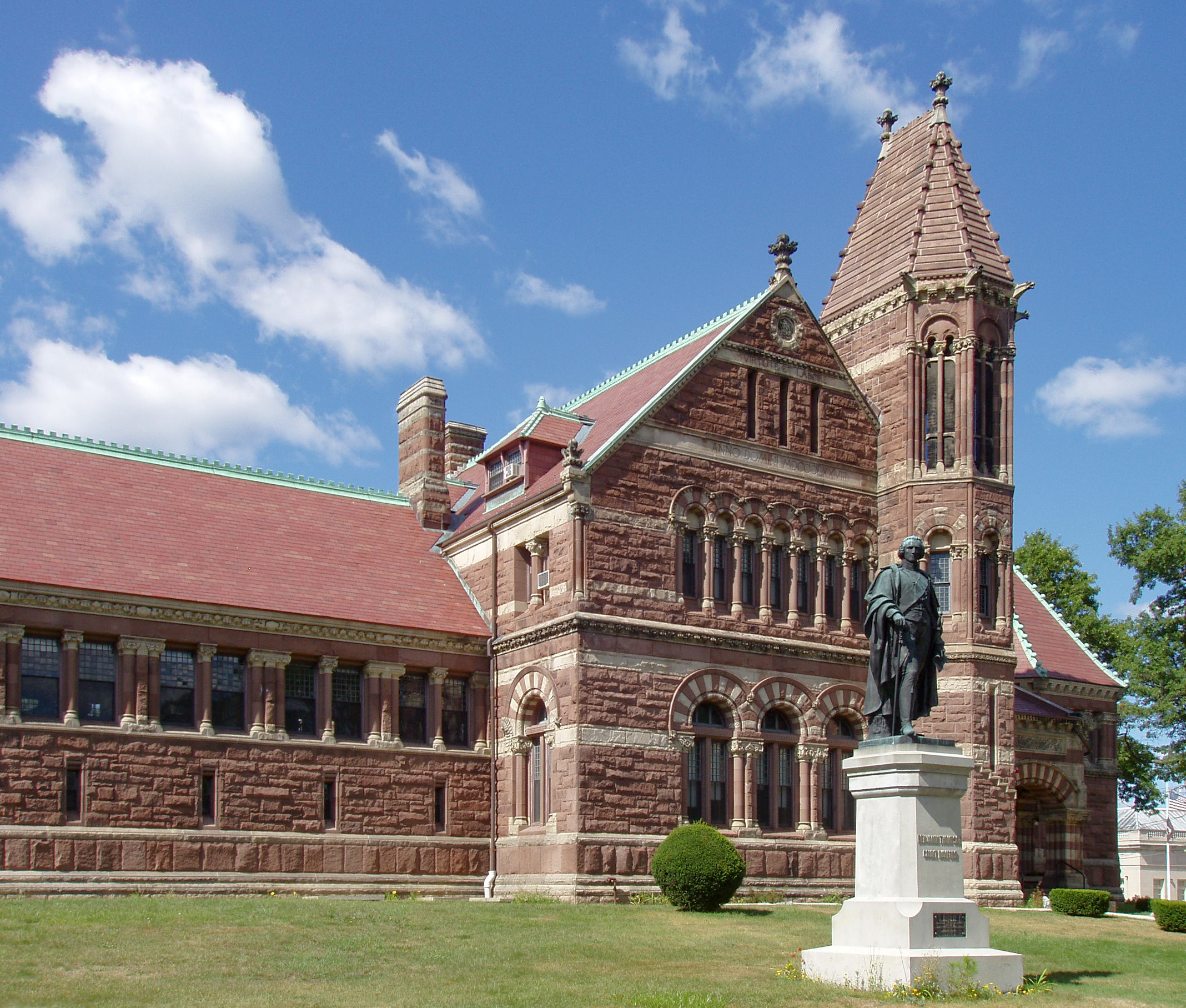
Benjamin Thompson

Benjamin Thompson (Woburn (Massachusetts), 26 maart 1753 – Auteuil bij Parijs, 21 augustus 1814), rijksgraaf van Rumford, was uitvinder, natuurfilosoof en sociaal hervormer.
Zijn naam is verbonden aan diverse leerstoelen en wetenschappelijke prijzen. Met name de Royal Institution van Groot-Brittannië dankt haar ontstaan aan Benjamin Thompson.
Behalve als uitvinder, natuurfilosoof en sociaal hervormer is Thompson bekend geworden als opportunist, rokkenjager, spion en politicus. Als uitvinder ontwikkelde hij onder andere dubbelglas en het keukenfornuis. Als natuurfilosoof is hij, samen met James Joule, een van de eersten geweest die zich realiseerden dat warmte een vorm van energie-overdracht was en geen eigenschap van de materie. Tijdens een verblijf in Beieren begon hij met de aanleg van de Englischer Garten te München, een van de eerste voorbeelden van een Engelse tuin. In 1792 kreeg hij de Copley Medal.

## Levensloop
Thompson werd geboren als boerenzoon in Woburn, vlak bij Boston in de Amerikaanse staat Massachusetts. Toen hij twee was, overleed zijn vader, waarna zijn moeder hertrouwde.
In 1772 vestigde hij zich in het stadje Concord (vroeger Rumford) als schoolmeester. Hij trouwde met een rijke weduwe, Sarah, de 31-jarige dochter van de dominee bij wie hij in de kost was. Sarah voerde hem naar Boston en zo kwam hij in de politieke kringen terecht rond gouverneur John Wentworth. Zonder enige ervaring als militair werd de jonge Thompson door de gouverneur benoemd tot majoor. Wegens zijn voorkeur voor de Britse Kroon (tegen de Amerikaanse kolonies) moest hij vluchten en werd hij spion onder generaal Thomas Gage. Hij schreef hiervoor in galnoteninkt die pas zichtbaar werd met ijzer(II)sulfaat. Na zijn arrestatie door vrijheidsstrijders werd hij vrijgelaten wegens gebrek aan bewijs en vertrok hij in 1776 naar Londen. Daar werd hij adviseur privésecretaris van Lord George Germain, de toenmalige minister van Koloniën.
In deze periode begon hij ook met natuurkundige experimenten, zoals een experiment om de kracht van buskruit te meten met behulp van een afgevuurde kogel. Hiervoor werd hij in maart 1779 verkozen tot Fellow van de Royal Society. Ook bedacht hij een nieuwe code voor marinesignalen. Als luitenant-kolonel werd Thompson uitgezonden naar het opstandige Amerika, maar hij verbleef er maar kort. Omdat er in Engeland geen werk voor hem was, besloot hij eind 1783 naar Wenen te gaan om aldaar zijn diensten aan te bieden.
Vanaf 1784 trad hij in dienst van de Keurvorst van Beieren Karl Theodor (Karel Theodoor). Hij werd daarom ook door koning George III in de adelstand verheven. Hij ging aan de slag als reorganisator van het Beierse leger en onderzocht de isolerende eigenschappen van goedkopere uniformen. Hierdoor ontdekte hij dat het de luchtlaag is die verantwoordelijk is voor de isolerende eigenschappen van kleding. Omdat geen enkele fabrikant interesse had in zijn bevindingen, startte hij zelf een productielijn op met bedelaars. Hij gaf hen ook kledij en onderdak.
In 1791 bereikte hij het toppunt van zijn macht. Hij werd minister van Oorlog, minister van Politie, generaal-majoor, kamerlid van het hof en de Staatsraad. Karl Theodor kreeg de macht van het Heilige Roomse Rijk en gaf de titel van graaf (Graf von Rumford van het Heilige Roomse Rijk der Duitse natie) aan Thompson.
Tijdens het boren van kanonnen stelde hij vast dat warmte geen vloeistof is, en hij ondermijnde daarmee de warmtetheorie van Joseph Black en Antoine Lavoisier.
In 1795 nam hij twee jaar verlof en ging hij terug naar Engeland om zijn bevindingen aan de Royal Society mee te delen. Verder reisde hij rond en maakte hij nieuwe ontwerpen aan de hand van zijn kennis van convectiestromen.
Bij zijn terugkomst in Beieren spanden velen tegen hem samen en werd hij als gezant naar het Britse hof gestuurd. Hier weigerden ze hem als gezant, omdat zij niet eerst waren geraadpleegd. Thompson bood zijn diensten daarom aan aan de Amerikaanse president John Adams. Eerst werd hem een plaats aangeboden te West Point, maar toen bleek dat hij nog als spion tegen Amerika had gediend, moest hij dit aanbod afslaan.
Hij bleef uiteindelijk in Londen en richtte in 1799 samen met de voornaamste Britse wetenschappers van die tijd het Royal Institution of Great Britain op. Na 1800 kwamen er meningsverschillen tussen hem en medebestuurders en benoemde hij Thomas Young en Humphry Davy. Nadat de situatie aan het instituut verder verslechterd was, nam hij afstand en ging hij naar Frankrijk, waar hij in contact kwam met de weduwe van de scheikundige Antoine Lavoisier, die in 1794 onthoofd was tijdens de Franse Revolutie. Hij trouwde in 1804 met Anna-Marie Lavoisier. In 1807 gingen ze alweer uit elkaar. Thompson trok zich terug in Auteuil, waar hij tot zijn dood in 1814 bleef experimenteren. Op 21 augustus kreeg Rumford opeens hevige koorts, waarna hij binnen enkele uren overleed.

## Bijdragen aan de wetenschap
- Englischer Garten te München
- een koffiepot
- een snelkookpan
- natriumwaterstofcarbonaat als rijsmiddel
- het aantonen van de aard van warmte
- de ontwikkeling van technieken om stralingsintensiteit te meten (kaarskracht)
- de ontdekking van convectiestroming in vloeistoffen
- het bepalen van isolerende eigenschappen van diverse stoffen
- het bepalen van de warmtegeleidbaarheid van vele gassen
- het ontwerpen van een calorimeter om verbrandingswarmte te meten